# پامچال چمنزار هیمالیا
پامچال چمنزار هیمالیا (نام علمی: Primula rosea) نام یک گونه از سرده پامچال است.